# 15 Evnomija
15 Evnomija (mednarodno ime 15 Eunomia, starogrško starogrško Ευνομία: Eunomía) je velik asteroid v glavnem asteroidnem pasu. Je največji kamniti asteroid (asteroid tipa S). Pripada asteroidni družini Evnomiji, ki ima po njem tudi ime.

## Odkritje
Evnomijo je odkril Annibale de Gasparis 29. julija 1851. Poimenovan je po Evnomiji, ki je bila v grški mitologiji ena izmed hor.

## Lastnosti
Evnomija je asteroid tipa S, ki vsebuje čez 1 % vse mase asteroidnega pasu. Po obliki je podolgovato precej pravilno oblikovano telo. Kaže zelo različno sestavo 
Njena podolgovata oblika je dolgo vodila do trditev, da je dvojni asteroid. Okoli svoje osi se vrti retrogradno. Os vrtenja asteroida  kaže proti ekliptičnim koordinatama (β, λ) = (-65°, 2°) z možno napako 10 ° 
To pomeni, da je njegova os nagnjena za približno 165°.
Podobno kot pri drugih članih družine je površina sestavljena iz silikatov in zlitine železa in niklja. Na površini se najdeta tudi s kalcijem bogat piroksen in olivin. Spektroskopske analize so pokazale, da ima Evnomija predele z zelo različno sestavo. Velika področja so polna olivina, druga področja pa so bolj bogata s piroksenom in imajo bazalto zgradbo. Takšna zgradba kaže, da je starševsko telo doživelo veliko magmatskih procesov ter da je bilo vsaj delno diferencirano. Zgradba ostalih članov družine Evnomija, ki je nastala ob trku, kaže vse oblike, ki so prisotne na Evnomiji. Večina manjših članov družine vsebuje na površini več piroksena, kot ga je na površini Evnomije. Zelo malo je tudi asteroidov tipa M (kovinski). Evnomija je ostanek telesa, ki je ostalo ob nastanku družine Evnomija. Simulacije kažejo na to, da je morda skupek drobnejših delcev, vendar ima tako veliko gostoto, da je to manj verjetno. Kovinsko jedro, če obstoja, ni bilo ob trku odprto. Druge teorije zopet trdijo, da je Evnomija ostanek plašča mnogo večjega telesa. To so tudi ovrgli z raziskavo porazdelitve mase v družini.
Njen srednji navidezni sij v opoziciji je +8,5, kar je približno toliko kot srednja svetlost Titana. V opoziciji blizu prisončja magnituda doseže +7,9.